# Neodaksha mirana
Neodaksha mirana är en insektsart som beskrevs av Medler 2000. Neodaksha mirana ingår i släktet Neodaksha och familjen Flatidae. Inga underarter finns listade i Catalogue of Life.